# (100187) 1994 BT4
(100187) 1994 BT4 es un asteroide perteneciente al cinturón de asteroides, descubierto el 29 de enero de 1994 por Antonio Vagnozzi desde el Observatorio Astronómico de Santa Lucia di Stroncone, Stroncone, Italia.